# ブルガリアの音楽
ブルガリアの音楽（ブルガリアのおんがく、ブルガリア語:Българска музика / Balgarska Muzika）では、ブルガリアの音楽について記述する。

## 概要
ブルガリアは、ヨーロッパ南東部、バルカン半島に位置する国家である。主要民族であるスラヴ系のブルガリア人のほか、トルコ人、ロマ、ポマク、ブラフ人などの民族が住んでいる。また、ブルガリア帝国、東ローマ帝国、オスマン帝国などにより多くの文化圏と接触を持ち、それらの影響下でブルガリアの音楽も発展してきた。
そのため、ブルガリアの音楽には土着的、スラヴ的な要素、オリエント的な要素、そしてロマ民族に由来する要素などの多くの異なる文化の要素を併せ持っているものが少なくない。一方で、近隣のルーマニアやギリシャ、セルビアなどのバルカン半島諸国との共通点も多く見出せる。

## 民俗音楽

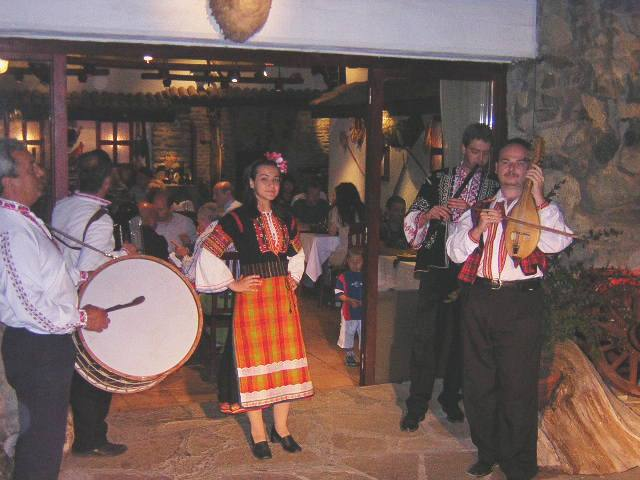
ブルガリアの伝統的なレストラン・メハナで披露されるダンスと演奏

ブルガリアの伝統音楽はドブルジャ、ソフィア、ロドピ、ピリン・マケドニア、トラキア、ドナウ川といった地方ごとに特色のあるものである。祝祭日や、結婚式、パーティーなどではブルガリアの伝統音楽をよく耳にすることが出来る。
もっとも代表的な伝統音楽のオーケストラは、フィリップ・クーテフ（Филип Кутев / Filip Kutev、Philip Koutev）の率いるソフィアの国立合唱団であろう。クーテフはこんにちのブルガリア国立放送合唱団を創設した。同合唱団による作品は「Le Mystère des Voix Bulgares」と名づけられ、国際的に知られている。クーテフは多くの合唱団を創設し、うちTrio Bulgarka（Yanka Roupkina, Eva Georgieva, Stoyanka Boneva）などは、「Le Mystère des Voix Bulgares」に含まれている。
その
ブルガリアの女声合唱団の特徴的な点として、その独特のリズムやハーモニー、ポリフォニー、長二度などの音程の多用、そして特にソフィアやピリン地方の楽曲によく見られる、ハチの音のような不協和音がある。
共産党政権の支配下では、幾らかのミュージシャンが国家による支援の枠外で活動していた。結婚式などで頻繁に演奏されるジプシー・ブラスも支援の対象外となっていた。これは1986年まで完全に地下潜伏状態であったが、スタンボロヴォで音楽フェスティバルが2年に1度開かれるようになって以来、トラキア地方はこのジャンルの音楽の重要な拠点となった。Sever、Trakiîski Solisti、Shoumen、Juzhni Vetarや、クラリネット奏者のイヴォ・パパゾフらが大変有名になった。

### 楽器
ブルガリアの民俗音楽には次のような楽器がよく用いられる。
- ガイダ - ヤギの皮で作られた吹奏楽器の一種。トラキアのガイダに比べ、ロドピのガイダの方が大きく、より低い音を出す。
- カヴァル - ナーイに類似した、尺八のような笛。
- ガドゥルカ - レベックの変種と考えられる、ブルガリア独特の弦楽器。
- トゥパン - 肩にかける太鼓。片側を太い柄で、反対側を細いスティックで叩く。
- タンブラ - 首の部分が細長い弦楽器。
- タラブカ またはドゥンベク - トルコや北アフリカ、ギリシャと共通する、手で叩く太鼓。

### 『結婚式の音楽』
結婚式やパーティーなどで主にロマの演奏家によって演奏される音楽はキュチェクと呼ばれ、次のような楽器も用いられる。
- アコーディオン
- クラリネット
- サクソフォーン
- ドラムセット
- エレクトリックベース
- エレクトリックギター

## 演奏家
ブルガリアの主な演奏家の名を挙げる。

### ロック・メタル・パンク/ハードコア・ニューウェーブ全般
- シグナル
- Balkandji
- B.T.R.
- Epizod
- FSB (band)
- Hipodil
- Marin Yonchev
- Nova Generacia
- Ostava
- Pantommind
- Shturtzite
- Srebyrnite grivni
- Wickeda

### ラップ
- ビッグ・シャー
- ルムネツァ&エンチェフ
- ウスタタ
- Upsurt
- Dope Reach Squad
- Spens

### ポップ
- マリア・イリエヴァ
- スヴェトラ・イヴァノヴァ
- カッフェ - （ユーロビジョン・ソング・コンテスト2005出場）
- カリズマ
- ネヴェナ・ツォネヴァ
- エリツァ・トドロヴァ - （ユーロビジョン・ソング・コンテスト2007出場）
- ニナ・ニコリーナ
- マリアナ・ポポヴァ - （ユーロビジョン・ソング・コンテスト2006出場）
- ストヤン・ヤンクロフ - （ユーロビジョン・ソング・コンテスト2007出場）
- ディープ・ゾーン・プロジェクト - （ユーロビジョン・ソング・コンテスト2008出場）
- Emil Dimitrov
- Pasha Hristova
- Isihia
- Lili Ivanova
- Tonika

### ポップ・フォーク
- アジス
- アリシア
- アネリア
- イヴァナ
- ヴェセラ
- ヴェロニカ
- エクストラ・ニーナ
- エシル・デュラン
- エミリア
- ジーナ・ストエヴァ
- カメリア
- カリ
- グロリア
- コンデョー
- ゲルガナ
- テオドラ
- デシ・スラヴァ
- スラヴィ・トリフォノフ
- ツヴェテリーナ
- プレスラヴァ
- ターニャ・ボエヴァ
- マリア
- ソフィ・マリノヴァ
- ライナ
- レニ
- レイハン

### ジャズ
- Acoustic Version
- Yildiz Ibrahimova
- Milcho Leviev
- Simeon Venkov - Moni
- Vasil Parmakov
- Jivko Petrov
- Simeon Shterev
- Theodosii Spassov
- Rumen Toskov
- Anatoly Vapirov
- Veselin Veselinov - Eko
- Michail Yossifov
- Hristo Yotzov
- Rossen Zahariev

### 民俗音楽
- Georgi Yanev and Orpheus Orchestra
- イヴォ・パパゾフ と Wedding Band
- Ikadem Orkestar
- Karandila Gypsy Brass Orchestra
- Korova

### クラシック
ソフィア国立歌劇場は水準の高い上演で知られ、その管弦楽団メンバーによるソフィア・ゾリステンは海外公演も多い。専属ソリストからスタートして世界的存在となったオペラ歌手も少なくない。

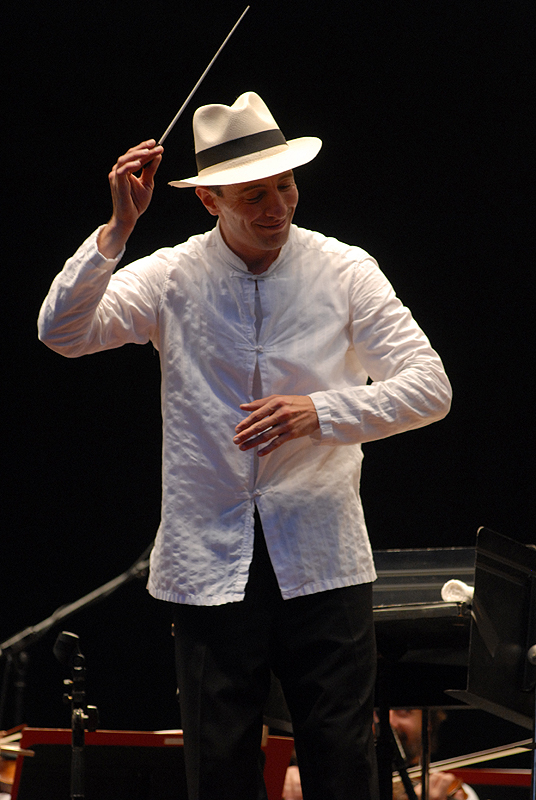
Rossen Milanov

- Gheorghi Arnaoudov
- ボリス・クリストフ
- Ghena Dimitrova
- ニコライ・ギャウロフ
- Nicola Ghiuzelev
- ドーブリ・フリストフ
- Konstantin Iliev
- Raina Kabaivanska
- ヴェッセリーナ・カサロヴァ
- Anatoli Krastev
- Neva Krysteva
- Rossen Milanov
- Milen Nachev
- Dobrin Petkov
- Svetla Protich
- Anna-Tomowa Sintow
- Emil Tabakov
- Emil Tchakarov
- Nayden Todorov
- Hristo Tsanoff
- Georgi Tutev
- Veneta Vicheva
- パンチョ・ヴラディゲロフ

### オーケストラ
New Symphony Orchestra